# 植物呼腸孤病毒屬
植物呼腸孤病毒屬（学名：Phytoreovirus）是呼腸孤病毒科的一屬，是目前確定的僅有兩種植物病毒的屬之一（另一是斐濟病毒屬），一種名為水稻黑條矮縮的植物病即為此類病毒所引起。其代表種有：水稻矮小（化）病毒（Rice dwarf virus）。

## 下属分类
本科包括以下属：
- 水稻矮缩病毒 Rice dwarf virus
- 稻瘿矮缩病毒 Rice gall dwarf virus
- 伤瘤病毒 Wound tumor virus

## 外部連結
- 微生物免疫學-Reoviridae(呼腸孤病毒科) （页面存档备份，存于）